# Sieben-Köpfe-Marter

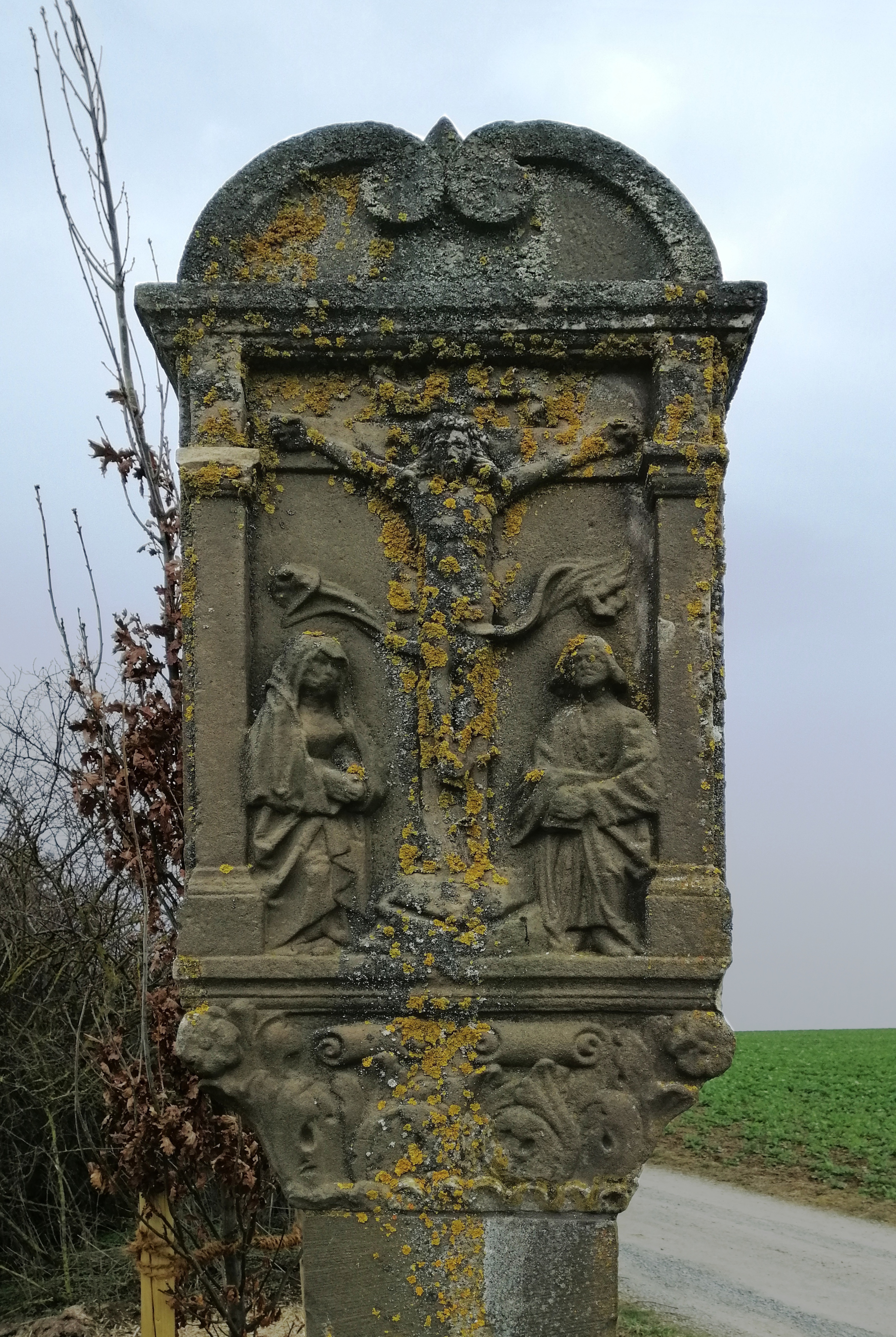
Der Aufsatz der Sieben-Köpfe-Marter

Die sogenannte Sieben-Köpfe-Marter (auch Sieben-Bauern-Marter) ist ein Bildstock in der unterfränkischen Stadt Dettelbach. Er entstand um 1486 und gilt damit als einer der ältesten Stöcke der Umgebung. Der Bildstock steht westlich der Kernstadt Dettelbachs an der Herz-Jesu-Höhe.

## Geschichte
Erste Hinweise auf den Bildstock datieren auf das Jahr 1486, als am 20. Oktober die Klöster St. Stephan und Münsterschwarzach vereinbarten, ihre Zehntrechte in Dettelbach voneinander abzugrenzen. In der Urkunde ist bereits davon die Rede, dass an der Stelle, wo die beiden Einflusssphären aneinanderstoßen, „… dann auch ein steinern Marterbilde aufgesetzt werden …“ soll. Stadteinwärts erhielt die Schmalseite mit einem Relief des heiligen Stephanus einen Verweis auf das Würzburger Benediktinerkloster, stadtauswärts schuf der unbekannte Künstler die heilige Felicitas der „Felicitasabtei“ Schwarzach.
Der Ursprung des Bildstocks war allerdings bereits wenige Jahrzehnte später nicht mehr bekannt. Die Dettelbacher führten für ihn den Begriff „Sieben-Köpfe-Marter“ ein, der auf Ereignisse während des Deutschen Bauernkriegs 1525 verweist. Nach dem Aufstand gegen die Obrigkeit ließ der Würzburger Fürstbischof Konrad II. von Thüngen insgesamt sieben namentlich genannte Dettelbacher Rädelsführer enthaupten. Die Namen der Aufständischen sind auch in der Chronik des Lorenz Fries vermerkt. Die auf dem Bildstock aufgereihten Köpfe der Söhne der Felicitas wurden mit den Ereignissen des Bauernkriegs verbunden.
Der Bildstock bildete jahrhundertelang eine wichtige Geländemarke entlang der alten Würzburger Straße, die Dettelbach mit der Bistumsmetropole verband. Erst 1770 geriet der Stock in eine Abseitsposition, als man die Trasse der heutigen Bundesstraße 22 anlegte. Immer wieder wurde das Stück, dessen Reliefs aus dem Umfeld Tilman Riemenschneiders stammen könnten, renoviert. Umfassend restauriert wurde der Bildstock 2004. Sein exponierter Platz führt zu schnellen Verwitterungsschäden an den Reliefs.

## Beschreibung

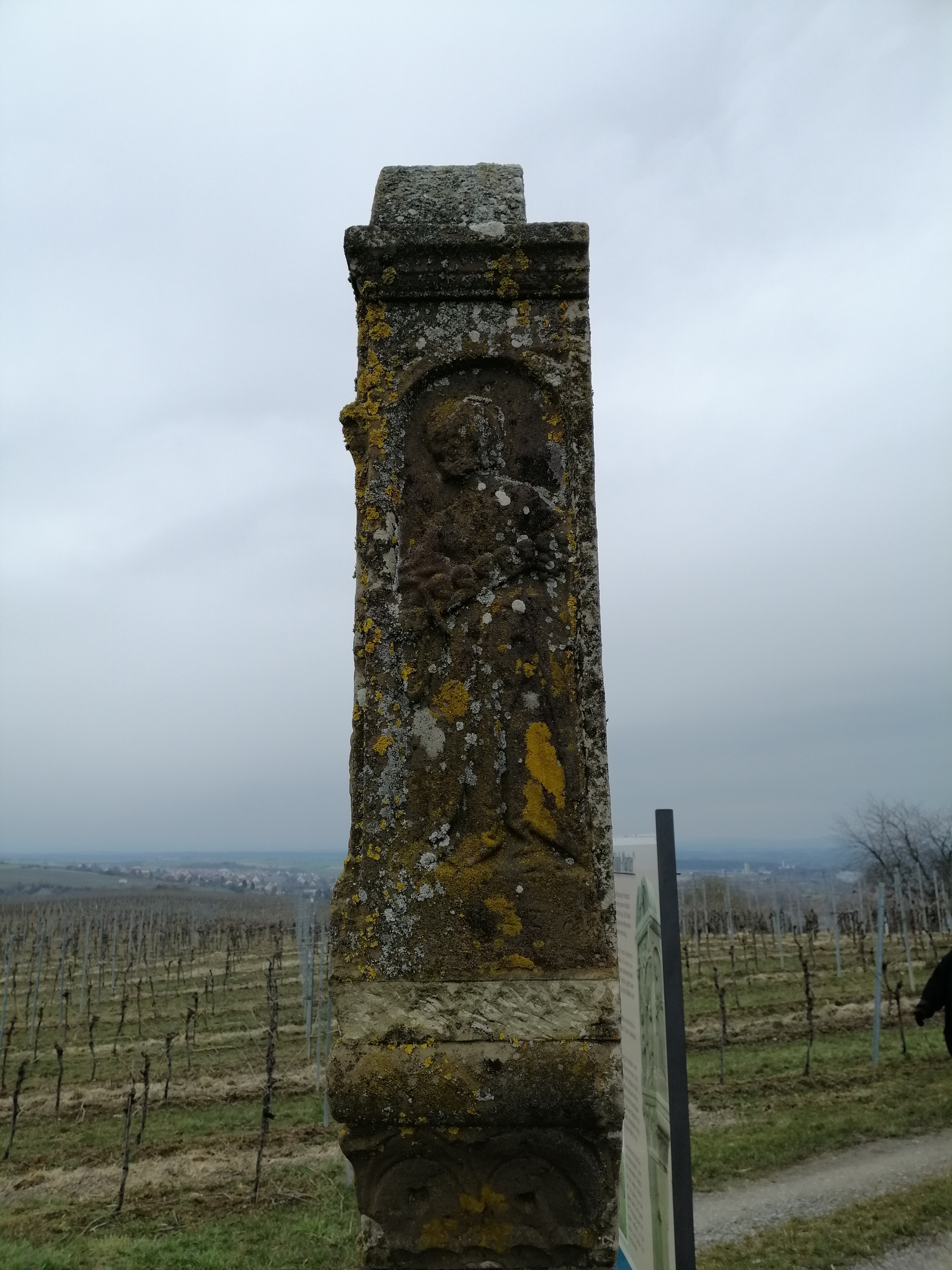
Die Darstellung der heiligen Felizitas auf dem Bildstock

Die Sieben-Köpfe-Marter ist ein Bildstock der Spätgotik. Er wird vom Bayerischen Landesamt für Denkmalpflege als Baudenkmal geführt. Ein gefaster, breiter Pfeiler leitet zum vierseitigen Aufsatz über. Zwischen Schaft und Aufsatz vermittelt ein Säulenkapitell mit Blattornamentik, das bereits an die Renaissance erinnert. Die Vorderseite wird von einer Kreuzigungsgruppe beherrscht. Unter dem Kreuz mit dem gekreuzigten Jesus stehen links Maria und rechts Johannes. Gerahmt wird die Szene von schlichten Rechtecksäulen. Die Sandsteinmarter schließt mit einem schlichten Aufbau ab.
Die Schmalseiten mit den Darstellungen der Heiligen sind stark verwittert. Die heilige Felicitas hält ein Schwert in den Händen, auf das die Köpfe ihrer sieben Söhne gelegt sind. Der heilige Stephan mit der Dalmatik des Diakons auf der gegenüberliegenden Seite steht wie Felicitas in einer Reliefnische mit Rundbogen. Die Rückseite des Stocks wird von einer Inschrift dominiert. Sie lautet: „Sant steffans/ vnd felicitas/ beder closter/ gerechtigkeyt · die/ sie durch disen/ Schiedstein ziehen/ dis halbim · Ange/ zeig“.